# Julus gracilicornis
Julus gracilicornis är en mångfotingart som beskrevs av Brandt 1841. Julus gracilicornis ingår i släktet Julus och familjen kejsardubbelfotingar. Inga underarter finns listade i Catalogue of Life.